# 王忳
王忳（?—?），字少林。广汉郡新都县（今四川省成都市新都区）人。东汉初期官员。
王忳曾经去京师，在空屋中见一书生病重，可怜他于是照顾他。书生对王忳说：“我当到洛阳，但生了病，命在须臾之间。腰下有金十斤，愿以相赠，死后请求收葬我的骸骨。”未及问姓名就死了。王忳于是花掉金一斤，筹办他的殡葬，剩下的金子都放到棺下，别人都不知道。后回家乡数年后，县里任命王忳为大度亭长。初到之日，有马跑到亭中停止。当日，大风吹来一个绣被，落在王忳面前，他报告县里，县里把马和绣被给了他。王忳乘马到雒县，马于是飞奔，带着王忳进入别人的住宅舍。主人见到后很高兴：“今天捉到贼了。”问王忳怎么得到的马，王忳说出经过，还有绣被的事情。主人怅然很久，才说：“绣被随旋风吹走，与马一起丢失，先生有什么阴德能得到这二件东西？”王忳想起来安葬书生的事情，于是说了出来，一起说出了书生相貌和埋金之处。主人大惊，哭着说：“那是我儿子。姓金名彦。前往京师，不知到哪里去了，怎么想到你将他安葬。大恩久不报，真是老天以此表彰你的品德。”王忳把被、马全还给了金彦之父，金彦之父不要，又厚赠王忳。王忳辞让而去。当时，金彦之父是州从事，告知了新都令，给了王忳假期，二人一起迎回金彦灵柩，剩下的金子都还在。王忳从此知名。
王忳历任郡功曹，州治中从事。举茂才，担任郿县令。在任有政绩。路上，亭长说：“亭中有鬼，多次杀过客，不可留宿。”王忳说：“仁胜凶邪，德除不祥，为什么要避鬼！”于是入亭住宿。夜中听到有女子喊冤之声。王忳祝祷说：“有何冤情，可前来求受理马？”女子说：“没有衣服，不敢进。”王忳把衣服扔给他。女子向前审诉：“妾夫为涪县县令，上任过宿此亭，亭长杀害妾家十余口，埋在楼下，将财货取走。”王忳问亭长姓名。女子说：“就是现在的门下游徼。”王忳问：“你为什么多次杀死过客？”女子说：“妾不能白天自诉，每天夜里陈冤，客人总是睡觉不应，我不胜愤慨，所以杀了他们。”王忳说：“我当为你审冤，不要再杀好人了。”女子将衣服脱在地上，忽然不见，第二天早上召游徼审问，于是认罪伏法，于是抓起来，同谋十余人全部处死。派官吏送涪县县令灵柩归乡里，于是亭里清静平安。
《后汉书》记载的王忳生平是志怪小说性质。李建国《唐前志怪小说辑释》附录辑入。

## 延伸阅读
[在维基数据编辑]
 《後漢書/卷81》，出自范晔《後漢書》